# Soros kommunikáció
A soros kommunikáció vagy soros adatátvitel olyan adatátvitel, amelyben az átküldendő üzenet minden egyes bitje időben egymás után kerül továbbításra. Az adatbitek időben eltolva egymás mögött helyezkednek el, így hagyják el a kiinduló állomást. Ugyanebben a sorrendben érkeznek meg a célállomásra. Ez azt is jelenti, hogy egy időpillanatban a csatornán csak egy bit halad, az adatátviteli sebességnek (az ún. bitrátának) megfelelő idő eltelte után kerül a következő bit a csatornára. Ellentéte a párhuzamos kommunikáció, ahol egy időben több bitet visznek át. Ez gyorsabb ugyan, viszont általában drágább a megvalósítása.
Soros kommunikációt bármilyen közegen lehet használni. Használható vezetékes, vezeték nélküli valamint optikai adatátvitel esetén is. Ez utóbbi kettőnél szinte csak ezt használják, ezeknél a párhuzamos kommunikáció nem terjedt el.

## Általános működés
Soros kommunikációt két, vagy több eszköz  (pl. számítógépek, perifériák, mérőeszközök stb.) közötti adatátvitelre használják. Ezeknek az eszközöknek a belső felépítésére jellemző, hogy a gépi szavak bitjei egymással párhuzamosan kerülnek kialakításra, az eszköz belső memóriájában vagy a regisztereiben. A soros kommunikációhoz a párhuzamosan rendelkezésre álló biteket sorossá kell alakítani. Ezt az átalakítást legtöbbször egy órajel vezérelt shift regiszter áramkör végzi. A megfelelő működéshez az órajel generátoron kívül további kiegészítő áramkörök (pl. modem vezérlő) is szükségesek lehetnek. Elsődlegesen ez az órajel határozza meg a kommunikáció sebességét az ún. bitrátát. Az ún. Pont – pont kommunikáció esetén két eszköz közti kommunikáció történik. Ilyen lehet általában a számítógép egyes részegységei közti kommunikáció, vagy egy számítógép és egy periféria (pl. egér) közti kommunikáció. Több eszköz között lehet busz-, gyűrű-, vagy csillagtopológiás kapcsolat is.
Hosszú időn keresztül két távoli berendezés (ez lehetett két telex gép, vagy egy távoli nyomtató, géptávíró stb.) közti kommunikációra használták. Ekkor a kommunikáció úgy nézett ki, hogy volt az ún. DTE (adatvég berendezés angolul: Data terminal Equipment) ez csatlakozott egy ún. a DCE-hez (adatáramkör végberendezés angolul: Data Circuit-Terminating Equipment). A DCE leggyakrabban egy modem volt. A modem csatlakozott az adatátviteli vonalhoz (pl. telefon vonal, bérelt vonal), a vonal másik végén szintén egy DCE volt, és az csatlakozott a másik oldalon lévő DTE-hez. Ahogy terjedtek a számítógépek, első sorban a mikroszámítógépek az eredeti felhasználási köre bővült a soros kommunikációnak.

A kommunikáció lehetséges irányai szerint kialakítható:
- Egyirányú kommunikáció (vagy idegen szóval Szimplex) kommunikáció. Ekkor az egyik eszközben az adó, a többi egységben a vevő áramkör kerül kialakításra. Az adatáramlás mindig az adóból a vevő felé történik. Ezt számítógépes rendszerek esetén ritkán használják (a legelső generációs egerek esetén találkozhattunk ilyennel), automatika és mérő rendszerek esetén ma is találkozhatunk ezzel. Ez a kialakítás is lehetővé teszi azt, hogy egy adó egység adatait több vevő egyidejűleg megkapja, és feldolgozza azokat (ez az ún. broadcast működés). Ezzel kialakítható pont-pont és bármely fent felsorolt topológiájú több résztvevős kommunikáció.
- Félduplex kétirányú kommunikáció esetén, minden egységben kialakításra kerül egy adó és egy vevő áramkör, de egy időben csak egy adó lehet aktív, a többi egység vevő áramköre aktív. A csatornán egyidőben csak egy irányba tud az adat áramolni. Ha a kommunikáció megkívánja megfordul az adatirány, és egy másik eszköz adóáramköre lesz aktív, és a többi eszköz esetén a vevő áramkör. Használható két és több résztvevős kialakítás esetén is, valamennyi felsorolt topológia esetén működhet. Leggyakrabban azonban busz topológiás hálózatoknál használják. Pl. vékony ethernet, RS-485 stb. esetén.
- Duplex kétirányú kommunikáció esetén, mindkét egységben kialakításra kerül egy adó és egy vevő áramkör. Ezek egyidejűleg aktívak lehetnek. A csatornán egyidőben mindkét irányban történik az adatok átvitele. Busztopológiát[5] leszámítva a többi elrendezés esetén gyakran használt. Ilyen lehet pl. az RS-232, a duplex ethernet stb.

A soros kommunikációt alapvetően kétféle módon lehet megvalósítani. Az egyik az ún. szinkron a másik az ún. aszinkron kommunikáció. Léteznek olyan megoldások, amelyek egyik fenti kategóriába e se sorolhatóak be, mert mindkettő jellemzőit mutatják ilyen pl. az USB esetén az ún. isochron átvitel.

## Történeti áttekintés
A soros kommunikációt már jóval az első számítógépek megjelenése előtt használták. A legismertebb alkalmazása a soros kommunikációnak a távíró hálózatoknál volt. Ezek közül az első, a gyakorlatban is jól használható rendszer, a Morse által kidolgozott elektromechanikus távíró volt (1837). Később ennek egyfajta továbbfejlesztése volt a távgépíró (más néven telex) hálózat (1929-32 körül kezdett terjedni). A modern számítógépeknél kezdetben főleg két számítógép közti adatátvitelre használták, később a számítógép és egyes perifériák közti kapcsolatra is ezt használták, legismertebb ilyen szabványos soros kommunikációs megoldás az RS-232. Az RS-232-t eredetileg egy számítógép és egy modem közti kapcsolatra dolgozták ki (1962). A maximális vezetékhossz (eredeti szabvány szerint) 15 m lehetett, később ez a hossz kis mértékben emelkedett. Az (eredeti) IBM PC-k egyik alapvető kommunikációs portja is az RS-232 lett. 1975-ben megjelent az RS-422, amely már 1200 m távolság áthidalására, pont-pont illetve pont-multipont jellegű adatátvitelre is alkalmas. Ezt már ipari automatikáknál is alkalmazzák. Az RS-422-t az ipari automatikáknál részben felváltotta az RS-485(1983), mert egyszerűbben kábelezhető egy épületen belül, és rugalmasabb rendszert biztosít, bár napjainkig (2021) mind az RS–422-vel mind az RS–485-tel lehet találkozni új telepítések esetén is.
Kezdetben egy számítógépen belül az egyes részegységek között a nagyobb elérhető sebesség miatt szinte kizárólag párhuzamos kommunikációt használtak. 1982-ben megjelent az I²C buszrendszer, amely első sorban arra szolgált, hogy beágyazott rendszereknél az egyes rendszerkomponensek (IC-k) közti kommunikációra egy egyszerű, két jel vezetéket használó szinkron soros megoldást nyújtson, ezzel mind az egyes IC tokok kivezetés száma, mind a nyomtatott áramköri lapon a jelvezető sávok száma csökkenthető, ezzel a huzalozás egyszerűbbé válik. Ezek végeredményben azt eredményezik, hogy a kész termék mechanikai méretei is csökkenthetőek. Az elektronikai eszközök sebességének növekedésével a soros kommunikáció elérhető sebessége rohamosan növekszik.
2000-ben megjelent a SATA amely elsődleges célja az volt, hogy a személyi számítógépek belső háttértárainak korábbi PATA illetve párhuzamos SCSI interfészét egyszerűsítse, kiváltsa. Ez a PATA illetve a párhuzamos SCSI-vel ellentétben nagy sebességű  soros adatátvitelt használ elsősorban a merevlemezek, CD, DVD meghajtók csatlakoztatására.

## Összehasonlítása a párhuzamos kommunikációval[forrás?]
- A soros kommunikáció esetén lényegesen kevesebb vezeték kell az adatok továbbításához, mint a párhuzamos kommunikáció esetén.
- A párhuzamos kommunikáció csak kis távolságon használható, míg a soros hosszú átviteli vonalak esetén is használható. A párhuzamos kommunikáció érzékenyebb a zavaró jelekre, illetve a párhuzamos vonalak közti áthallásra.
- A párhuzamos kommunikáció esetén egy gépiszó egyes bitjei időben egyszerre(egy órajel ciklusban), a soros átvitel esetén egymás után, időben eltolva kerülnek továbbításra.
- A párhuzamos kommunikáció azonos bit sebesség esetén gyorsabb mint a soros.
- A soros kommunikáció összességében olcsóbban kivitelezhető mint a párhuzamos.

## Szinkron soros kommunikáció
Szinkron soros kommunikáció esetén a küldő és a vevő közös órajelet használ, így pontosan biztosított, hogy a két shift regiszter (a küldő és a fogadó) egymással szinkronban üzemeljen. Az órajel forrás lehet akár a küldő, akár a fogadó egység is. Egyirányú kommunikáció esetén az adó biztosítja az órajelet is. Kétirányú kommunikáció esetén a két adatirány esetén nem feltétel nélküli követelmény az azonos órajel.
A szinkron soros kommunikáció előnye, hogy nagyobb sebességek esetén is megfelelően biztosítja a hibamentes átvitelt. Hátránya, hogy az órajelet is át kell vinni, nem csak az adatokat. Kétirányú kommunikáció esetén gyakori, hogy mindkét irány órajelét külön-külön át kell vinni. Az órajel átvitele történhet külön vezetéken, vagy megfelelő kódolással (pl. a 10 Mbit-es ethernet esetén használt Manchester kódolás), vagy modulációval. Ez utóbbit a nagy távolságú szinkron soros adatátviteli rendszereknél használják (pl. bérelt vonal amelyet nagy kiterjedésű hálózatoknál használtak), ezt a modulációt a megfelelő modemek elvégzik. A modemek az adatbiteket és az órajelet is egy érpárra képesek modulálni.
Szinkron soros kommunikációt használ például az SPI és az I2C busz, amely egy számítógép, vagy egy mikrokontroller alapú (pl. ún. beágyazott rendszer) rendszer egyes áramkörei közti kommunikációt biztosítja.
Optikai hálózatok esetén a legismertebb szinkron rendszer az SDH.

## Aszinkron soros kommunikáció
Az aszinkron soros kommunikáció esetén nincs közös órajel az adó és a vevő áramkör között. Mindkét áramkör órajel generátora ún. szabadonfutó üzemmódban működik. A megfelelő együttműködéshez a kommunikációs paramétereket egyeztetni kell (általában a felhasználó állítja be ezeket az értékeket): átviteli sebesség, karakter hossz, paritásbit, stop bitek száma stb. Leggyakrabban amikor az adó egység elkezdi egy karakter küldését előtte egy meghatározott jelsorozatot (pl. az ún. start bitet) küld, ez jelzi a vevő számára, hogy el kell indítani az órajel generátorát és meg kell kezdeni a vételt. A megfelelő számú bit, esetleges paritásbit és az üzenet végét jelző jelsorozat (pl. stop bit) vétele után tudja a vevő, hogy az érvényes karakter megérkezett.
Az aszinkron soros kommunikáció előnye, hogy nem szükséges az órajelet is átvinni, hátránya, hogy pontos egyeztetést igényel az adó és a vevő egység között. További hátránya, hogy nagyobb sebességek esetén a pontatlanságok miatt vételi hibák lehetségesek.
A mikroszámítógépek esetén a legelterjedtebb és legismertebb soros kommunikációs megoldás. Az USB megjelenéséig számtalan periféria használta ezt, az RS-232 interfészen keresztül. Első sorban ipari automatikai rendszereknél használt RS-485 és RS-422 busz is aszinkron rendszerű.

## Egyéb soros kommunikációs megoldások
Az általánosan ismert szinkron és aszinkron módszer mellett az elektronika fejlődésével megjelentek olyan "átmeneti" megoldások, amelyek sem a szigorúan vett szinkron, sem a szigorúan vett aszinkron kommunikációba nem sorolhatóak be. Ilyen pl. az USB által használt isochron mód. Ezek a módszerek elsősorban a nagy átviteli sebességű megoldásoknál használtak. Gyakori, hogy az adó és a vevő külön órajel generátort használ és ezeket pl. PLL áramkörökkel egymáshoz szinkronizálják, a jelfolyamban lévő szinkron impulzusok, vagy szinkron élek segítségével.

## Elterjedtebb soros kommunikációs megoldások

### Vezetékes rendszerek
- RS-232 soros port
- RS-422 soros busz
- RS–485 soros busz
- IEEE 1394 vagy más néven firewire
- Ethernet hálózat
- SATA busz
- Soros SCSI interfész
- USB
- Asynchronous Transfer Mode vagy röviden ATM
- ISDN telefon hálózat
- Pleziokron digitális hierarchia vagy röviden PDH
- Áramköri lapon belül:
  - I²C buszrendszer
  - SPI buszrendszer
- Üvegszál alapú (optikai) adatátviteli rendszerek:
  - Optikai ethernet
  - Szinkron digitális hierarchia vagy röviden SDH
  - Optikai Asynchronous Transfer Mode vagy röviden ATM

### Vezeték-nélküli rendszerek
- Bluetooth
- Wi-Fi
- Near Field Communication vagy más néven NFC
- LoRa
- IrDA